# Reiner Musterbuch

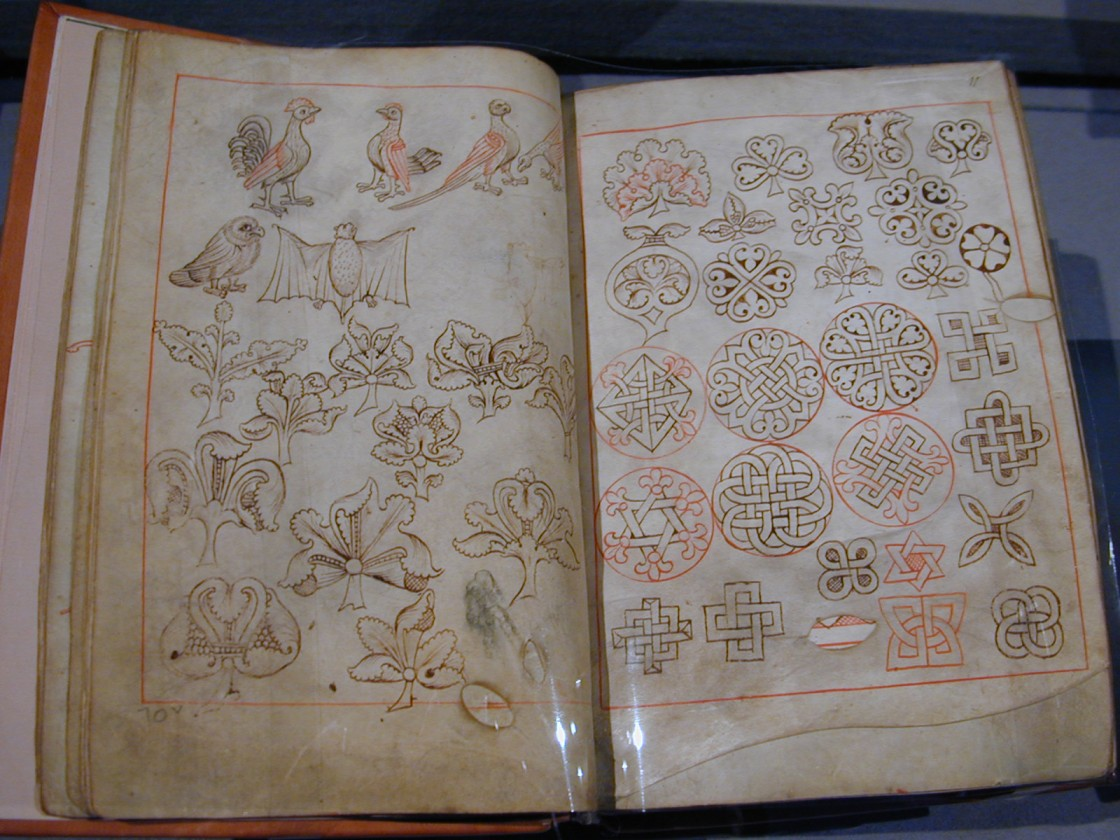
Doppelseite folio 10r und 11v des Musterbuchs

Das Reiner Musterbuch (Offizielle Bezeichnung: Sammelhandschrift für den Unterricht: Sog. Reiner Musterbuch) ist eines der ältesten bekannten Musterbücher. Es stammt aus dem Zisterzienserstift Rein bei Graz. Der Künstler selbst ist unbekannt. Die
Entstehungszeit gibt die Österreichische Nationalbibliothek zwischen 1208 und 1213 an. Der Codex umfasst 149 Blatt Pergament im Format  238 × 155 Millimetern in einem modernen Ledereinband. Der Inhalt besteht aus Grafiken, Federzeichnungen, Initialen, Musteralphabeten, geometrischen und astronomischen Zeichnungen. Seit dem 16. Jahrhundert ist der Codex im Bestand der Österreichischen Nationalbibliothek in der Sammlung von Handschriften und alten Drucken (HAN) und wird dort unter der Signatur Cod. 507 geführt. Als Schreiber des Textes wurde Heinricus identifiziert. Als Vorbesitzer sind das Stift Rein und 1514 bis 1565 der Österreichische Humanist Wolfgang Lazius nachgewiesen.